# Quilombo África e Laranjituba
O Quilombo África e Laranjituba está situado nos municípios de Moju e Abaetetuba, no estado do Pará, região norte do Brasil. Distante cerca de 90 quilômetros da capital do estado: Belém, o território está ocupado desde 1717.

## História
Sua história remonta ao século XVIII, com registros de ocupação desde 1717.
África e Laranjituba estão circunscritos  oficialmente na zona rural do município de Moju  (PA), no quilômetro 68 da Rodovia Alça  Viária, ramal Caeté, porém, os limites territoriais extrapolam a órbita do município  de Moju adentrando para o município de Abaetetuba. O quilombo possui um total de  193 habitantes, 82 em África e 111 em Laranjituba, distribuídos em 72 famílias numa área de 1108,18 h.
O nome África  foi  criado  pela  semelhança natural do lugar com o continente africano e a denominação Laranjituba deu-se pelo local ser marcado por muitas árvores de laranja.

### Saberes e práticas
O quilombo  de  África  e  Laranjituba  faz  uso  dos  seus  saberes  e práticas por meio dos conhecimentos das ervas medicinais como uma raiz denominada de “alho do mato”, um poderoso analgésico usado para aliviar dores  de  dentes,  o  corte  de madeira para fazer cascos de canoa e casas somente em períodos fora da lua cheia para não enfraquecer a madeira. Estes são alguns exemplos de saberes e práticas compartilhadas por essas comunidades entre seus membros. Esses e outros saberes e  práticas são conhecimentos que se traduzem  em  técnicas de  pesca, cultivo, extração,  armazenamento e conservação  de  alimentos; construção de “retiros”, barracão de artesanato, pontes, pequenos portos, trapiche adaptados aos meios geográficos de rio, várzea e floresta; bem como canoas, barcos de diversos tamanhos para transportar pessoas e produtos.

## Atividades produtivas
A maioria das famílias (66 ou 92% do total)  está estruturada em torno de práticas  tradicionais de cultivo e manejo de mandioca frutas, legumes e criação de pequenos animais.
Produtos como o milho cultivado  paralelamente ao jerimum e ao maxixe, bem como açaí, castanha do Pará, Piquiá, Bacaba, óleos, plantas medicinais usadas no controle de doenças, resinas como Andiroba, Amapá, Ucuuba, Seringa, Sucupira, Cumaru compõem uma quadro de produção extrativa vegetal de grande importância para a reprodução do gênero de vida quilombola. Trata-se de um  sistema agroextrativista que encontra seu fundamento na segurança e na soberania alimentar dos quilombolas.
"...nesta perspectiva podemos dizer que, o gênero de vida é o modo como às sociedades se  relacionam com o meio e entre si para  garantir a satisfação de suas necessidades materiais e imateriais básicas a partir de  um  arcabouço técnico-cultural" (Pereira Nahum)

## Projeto Experiências Brasil Original
O território quilombola África e Laranjituba foi uma das comunidades escolhidas para participar do Projeto Experiências Brasil Original, realizado pelo Ministério do Turismo, em parceria com a Universidade Federal Fluminense (UFF). 
O projeto proporciona para o quilombo:
• Visibilidade:  O projeto dá visibilidade nacional ao Quilombo, atraindo turistas e pesquisadores interessados em conhecer sua história, cultura e belezas naturais.
• Capacitação:  Os quilombolas recebem capacitação em áreas como turismo, gestão, idiomas e comunicação, para que possam receber os visitantes da melhor maneira possível.
• Infraestrutura:  O projeto investe em infraestrutura para receber os turistas, como melhorias nas casas de farinha, construção de trilhas ecológicas e sinalização turística.
• Valorização da cultura:  O projeto promove a valorização da cultura local, incentivando a realização de atividades culturais e a produção de artesanato.
• Autonomia:  O projeto incentiva a autonomia da comunidade na gestão do turismo, garantindo que os quilombolas sejam protagonistas do processo.

### Resultados esperados:
• Aumento do turismo:  Espera-se que o projeto aumente o número de turistas que visitam o Quilombo, gerando renda para a comunidade.
• Preservação da cultura:  O projeto contribui para a preservação da cultura e dos conhecimentos tradicionais do Quilombo.
• Melhoria da qualidade de vida:  O projeto promove a melhoria da qualidade de vida da comunidade, através da geração de renda e do desenvolvimento local.